# Nurtas Kwrgwlïn
Nurtas Kwrgwlïn (in kazako Нұртас Кургулин?; 20 settembre 1986) è un calciatore kazako, difensore del Tobyl Qostanay.